# Jutta Assel
Jutta Assel (geboren 1. Oktober 1944 in Stuttgart; gestorben 11. November 2020 in München) war eine deutsche Kunsthistorikerin und freie Autorin. Ihre mehr als 3.000 Exemplare umfassende Sammlung von Bildpostkarten zur Frauen- und Gendergeschichte vom späten 19. Jahrhundert bis in die Mitte des 20. Jahrhunderts ging als ihr Nachlass und ihre Schenkung in das Archiv für Historische Bildpostkarten der Universität Osnabrück.

## Leben
Jutta Assel studierte an der Universität München die Fächer Theaterwissenschaft, Kunstgeschichte und Neuere deutsche Literatur.
Beruflich arbeitete sie als freie Autorin und Beraterin im Kunsthandel, beriet aber auch Kunstsammler, Galerien und Museen. Als freie Mitarbeiterin war sie unter anderem für das Clemens-Sels-Museum in Neuss tätig. Assel war an Ausstellungen und Katalogen beteiligt, darunter etwa zu Bilderbibeln, Fritz Helmuth Ehmcke oder Gerhard Hoehmes Engführung, Hommage à Paul Celan. Einige ihrer Publikationen stellte sie über das Internetportal Arthistoricum.net – Fachinformationsdienst Kunst – Fotografie – Design allgemein zur Verfügung.
Mit dem Germanisten und Buchwissenschaftler Georg Jäger arbeitete sie am Goethezeitportal, eine im Jahr 2002 an der Ludwig-Maximilians-Universität München gegründete Internetplattform, und trug zahlreiche Texte zur Kunst in der Zeit Goethes sowie des 19. Jahrhunderts bei. Assel und Jäger legten eine umfangreiche Sammlung von historischen Bildpostkarten aus den 1890er Jahren bis in die Mitte des 20. Jahrhunderts an. Sie bildet die Grundlage des Goethezeitportals. In der Rubrik „Postkarten“, wurden die Kartenmotive mit einem Bezug zu Goethe und zur Romantik erschlossen und erläutert. Die gemeinsame Sammlung befindet sich seit 2019 in der Herzogin-Anna-Amalia-Bibliothek in Weimar. Es sind Karten aus Deutschland, auch aus Frankreich, mit Porträts und Gruppenbildern von Menschen bei der Arbeit, bei Geselligkeit und auf Reisen. Bildmaterial daraus aus den Jahren 1906 bis 1912 war 2018 Teil der Ausstellung Du bist Faust. Goethes Drama in der Kunst in der Kunsthalle München.
Assel starb im November 2020 im Alter von 76 Jahren. Sie hinterließ der Universität Osnabrück eine systematisierte Sammlung aus rund 3.200 historischen Bildpostkarten, die sie zusammengetragen und mit Schlagworten wie „die Neue Frau, Kindheit, Mütter, Mode, Haare, Schmuck, Tod [und] Kitsch“ versehen hatte. Die Sammlung spiegle ihre Arbeit für das Goethezeitportal wieder und zeige ihr „großes Interesse an der Frauen- und Gendergeschichte des 20. Jahrhunderts“, heißt es in der Sammlungsbeschreibung. Vollständig digitalisiert steht die Sammlung Jutta Assel in der Datenbank des von Sabine Giesbrecht begründeten Archivs Historische Bildpostkarten der Universität Osnabrück als Quelle für Forschung und Lehre an Schulen, Universitäten und anderen Bildungseinrichtungen bereit. Assels Schenkung ihrer Sammlung mit Gefäßen und Tellern aus den 1920er- bis 1930er-Jahren (Kakaokannen und Tortentrommeln mit Spritzdekor) und 1950er-Jahren (Schwarz-Weiß-Porzellan, Trinkgefäße für Limonade) an das Münchner Stadtmuseum wurde dort 2015 ausgestellt.

## Schriften (Auswahl)
- Johann Evangelist Scheffer von Leonhardshoff; romantische Allegorie; um 1820. In: Deutsche und österreichische Handzeichnungen und Aquarelle 1785-1860, Ausstellungskatalog, Clemens-Sels-Museum, Neuss 1985. Arthistoricum.net, 2015, doi:10.11588/artdok.00007502, S. 31–33, S. 44–46 +90.
- Werther Illustrationen – Bilddokumente als Rezeptionszeugnisse. In: Georg Jäger: Die Leiden des alten und neuen Werther. Kommentare, Abbildungen, Materialien zu Goethes Leiden des jungen Werthers und Plenzdorfs Neuen Leiden des jungen W., Hanser Verlag, München/Wien 1984, ISBN 978-3-446-13945-9, doi:10.11588/artdok.00007500, S. 107–112.
- mit Georg Jäger: Gerhard Hoehme 1920–1989. Engführung: Hommage À Paul Celan. Neuss 1991. S. 9–24. PDF. (= Ausstellungskatalog Clemens-Sels-Museum Neuss, 1991)
- mit Georg Jäger: Zur Ikonographie des Lesens. Darstellungen von Leser(inne)n und des Lesens im Bild. In: Bodo Franzmann, Klaus Hasemann, Dietrich Löffler und Erich Schön (Hrsg.): Handbuch Lesen. K. G. Saur, München 1999, doi:10.11588/artdok.00007498, S. 638–673.
- Deutsche Bilderbibeln im 19. Jahrhundert: insbesondere nazarenische Bilderfolgen zum Alten und / oder Neuen Testament. In: Julius Schnorr von Carolsfeld (Hrsg.): Die Bibel in Bildern und andere biblische Bilderfolgen der Nazarener., Ausstellungskatalog, Clemens-Sels-Museum, Neuss 2006, doi:10.11588/artdok.00007496, S. 24–42.

Literatur zur Postkartensammlung
- Jutta Assel, Georg Jäger: Erotik und Zensur. Die erotische Postkarte mit einer kurzen Geschichte der Postkarte bis 1933, hrsg. von Thomas Dreher, epubli, Berlin 2021, ISBN 978-3-7541-0739-3. Digitalisiert in arthistoricum.net, 2021 (Digitalisat).